# Unicodeblock Allgemeine Interpunktion
Der Unicodeblock Allgemeine Interpunktion (engl. General Punctuation, 2000 bis 206F) enthält verschiedene Leerzeichen (engl. spaces) und Interpunktionszeichen. Weitere Zeichen finden sich im Unicodeblock Zusätzliche Interpunktion.

## Liste
| Unicodenummer | Zeichen (400 %) | Kategorie                             | Bidirektionale Klasse              | Offizielle Bezeichnung                     | Beschreibung                                                                                    |
| ------------- | --------------- | ------------------------------------- | ---------------------------------- | ------------------------------------------ | ----------------------------------------------------------------------------------------------- |
| U+2000 (8192) | [[ ]]           | Trenn- (Leer-) Zeichen                | Whitespace                         | EN QUAD                                    | Abstand Halbgeviert                                                                             |
| U+2001 (8193) | [[ ]]           | Trenn- (Leer-) Zeichen                | Whitespace                         | EM QUAD                                    | Abstand Geviert                                                                                 |
| U+2002 (8194) | [[ ]]           | Trenn- (Leer-) Zeichen                | Whitespace                         | EN SPACE                                   | Halbgeviert-Leerzeichen                                                                         |
| U+2003 (8195) | [[ ]]           | Trenn- (Leer-) Zeichen                | Whitespace                         | EM SPACE                                   | Geviert-Leerzeichen                                                                             |
| U+2004 (8196) | [[ ]]           | Trenn- (Leer-) Zeichen                | Whitespace                         | THREE-PER-EM SPACE                         | Drittelgeviert-Leerzeichen                                                                      |
| U+2005 (8197) | [[ ]]           | Trenn- (Leer-) Zeichen                | Whitespace                         | FOUR-PER-EM SPACE                          | Viertelgeviert-Leerzeichen                                                                      |
| U+2006 (8198) | [[ ]]           | Trenn- (Leer-) Zeichen                | Whitespace                         | SIX-PER-EM SPACE                           | Sechstelgeviert-Leerzeichen                                                                     |
| U+2007 (8199) | [[ ]]           | Trenn- (Leer-) Zeichen                | Whitespace                         | FIGURE SPACE                               | ziffernbreites Leerzeichen                                                                      |
| U+2008 (8200) | [[ ]]           | Trenn- (Leer-) Zeichen                | Whitespace                         | PUNCTUATION SPACE                          | punktbreites Leerzeichen                                                                        |
| U+2009 (8201) | [[ ]]           | Trenn- (Leer-) Zeichen                | Whitespace                         | THIN SPACE                                 | Schmales Leerzeichen                                                                            |
| U+200A (8202) | [[ ]]           | Trenn- (Leer-) Zeichen                | Whitespace                         | HAIR SPACE                                 | Haarspatium                                                                                     |
| U+200B (8203) | <format>        | Formatierzeichen                      | neutrale Begrenzung                | ZERO WIDTH SPACE                           | breitenloses Leerzeichen                                                                        |
| U+200C (8204) | <format>        | Formatierzeichen                      | neutrale Begrenzung                | ZERO WIDTH NON-JOINER                      | Bindehemmer oder breitenloser Nichtverbinder                                                    |
| U+200D (8205) | <format>        | Formatierzeichen                      | neutrale Begrenzung                | ZERO WIDTH JOINER                          | Breitenloser Verbinder                                                                          |
| U+200E (8206) | <format>        | Formatierzeichen                      | links nach rechts                  | LEFT-TO-RIGHT MARK                         | Links-nach-rechts-Zeichen                                                                       |
| U+200F (8207) | <format>        | Formatierzeichen                      | rechts nach links (nicht-arabisch) | RIGHT-TO-LEFT MARK                         | Rechts-nach-links-Zeichen                                                                       |
| U+2010 (8208) | ‐               | strichförmige Interpunktion           | anderes neutrales Zeichen          | HYPHEN                                     | Bindestrich/Divis                                                                               |
| U+2011 (8209) | ‑               | strichförmige Interpunktion           | anderes neutrales Zeichen          | NON-BREAKING HYPHEN                        | nicht umbrechender Bindestrich                                                                  |
| U+2012 (8210) | ‒               | strichförmige Interpunktion           | anderes neutrales Zeichen          | FIGURE DASH                                | ziffernbreiter Gedankenstrich                                                                   |
| U+2013 (8211) | –               | strichförmige Interpunktion           | anderes neutrales Zeichen          | EN DASH                                    | Halbgeviertstrich                                                                               |
| U+2014 (8212) | —               | strichförmige Interpunktion           | anderes neutrales Zeichen          | EM DASH                                    | Geviertstrich                                                                                   |
| U+2015 (8213) | ―               | strichförmige Interpunktion           | anderes neutrales Zeichen          | HORIZONTAL BAR                             | Spiegelstrich                                                                                   |
| U+2016 (8214) | ‖               | andere Interpunktion                  | anderes neutrales Zeichen          | DOUBLE VERTICAL LINE                       | doppelte senkrechte Linie                                                                       |
| U+2017 (8215) | ‗               | andere Interpunktion                  | anderes neutrales Zeichen          | DOUBLE LOW LINE                            | doppelte tief liegende Linie                                                                    |
| U+2018 (8216) | ‘               | Startinterpunktion                    | anderes neutrales Zeichen          | LEFT SINGLE QUOTATION MARK                 | einfaches linkes Anführungszeichen (dt.: schließend; engl.: öffnend)                            |
| U+2019 (8217) | ’               | Endinterpunktion                      | anderes neutrales Zeichen          | RIGHT SINGLE QUOTATION MARK                | einfaches rechtes Anführungszeichen (= Apostroph; engl.: schließend)                            |
| U+201A (8218) | ‚               | öffnende Punktierung (eines Paars)    | anderes neutrales Zeichen          | SINGLE LOW-9 QUOTATION MARK                | einfaches Anführungszeichen unten (dt.: öffnend)                                                |
| U+201B (8219) | ‛               | Startinterpunktion                    | anderes neutrales Zeichen          | SINGLE HIGH-REVERSED-9 QUOTATION MARK      | einfaches Anführungszeichen in Form einer gespiegelten 9                                        |
| U+201C (8220) | “               | Startinterpunktion                    | anderes neutrales Zeichen          | LEFT DOUBLE QUOTATION MARK                 | doppeltes linkes Anführungszeichen (dt.: schließend; engl.: öffnend)                            |
| U+201D (8221) | ”               | Endinterpunktion                      | anderes neutrales Zeichen          | RIGHT DOUBLE QUOTATION MARK                | doppeltes rechtes Anführungszeichen (engl.: schließend)                                         |
| U+201E (8222) | „               | öffnende Punktierung (eines Paars)    | anderes neutrales Zeichen          | DOUBLE LOW-9 QUOTATION MARK                | Doppeltes Anführungszeichen unten (dt.: öffnend)                                                |
| U+201F (8223) | ‟               | Startinterpunktion                    | anderes neutrales Zeichen          | DOUBLE HIGH-REVERSED-9 QUOTATION MARK      | doppeltes Anführungszeichen in Form einer gespiegelten 9                                        |
| U+2020 (8224) | †               | andere Interpunktion                  | anderes neutrales Zeichen          | DAGGER                                     | Kreuz, Langkreuz                                                                                |
| U+2021 (8225) | ‡               | andere Interpunktion                  | anderes neutrales Zeichen          | DOUBLE DAGGER                              | Langdoppelkreuz, ähnlich dem Lothringer Kreuz                                                   |
| U+2022 (8226) | •               | andere Interpunktion                  | anderes neutrales Zeichen          | BULLET                                     | Aufzählungszeichen                                                                              |
| U+2023 (8227) | ‣               | andere Interpunktion                  | anderes neutrales Zeichen          | TRIANGULAR BULLET                          | dreieckiges Aufzählungszeichen                                                                  |
| U+2024 (8228) | ․               | andere Interpunktion                  | anderes neutrales Zeichen          | ONE DOT LEADER                             | Einzelpunktlinie                                                                                |
| U+2025 (8229) | ‥               | andere Interpunktion                  | anderes neutrales Zeichen          | TWO DOT LEADER                             | Doppel-Punktlinie                                                                               |
| U+2026 (8230) | …               | andere Interpunktion                  | anderes neutrales Zeichen          | HORIZONTAL ELLIPSIS                        | Auslassungspunkte                                                                               |
| U+2027 (8231) | ‧               | andere Interpunktion                  | anderes neutrales Zeichen          | HYPHENATION POINT                          | Silbentrennungspunkt                                                                            |
| U+2028 (8232) | <separator>     | Zeilentrenner                         | Whitespace                         | LINE SEPARATOR                             | Zeilentrenner                                                                                   |
| U+2029 (8233) | <separator>     | Abschnitttrenner                      | Abschnitttrenner                   | PARAGRAPH SEPARATOR                        | Absatztrenner                                                                                   |
| U+202A (8234) | <format>        | Formatierzeichen                      | Einbettung links nach rechts       | LEFT-TO-RIGHT EMBEDDING                    | Links-nach-rechts-Einbettung                                                                    |
| U+202B (8235) | <format>        | Formatierzeichen                      | Einbettung rechts nach links       | RIGHT-TO-LEFT EMBEDDING                    | Rechts-nach-links-Einbettung                                                                    |
| U+202C (8236) | <format>        | Formatierzeichen                      | Ende Einbettung / Überschreiben    | POP DIRECTIONAL FORMATTING                 | Richtungsformatierung zurücksetzen                                                              |
| U+202D (8237) | <format>        | Formatierzeichen                      | Überschreiben links nach rechts    | LEFT-TO-RIGHT OVERRIDE                     | Links-nach-rechts-Zwang                                                                         |
| U+202E (8238) | <format>        | Formatierzeichen                      | Überschreiben rechts nach links    | RIGHT-TO-LEFT OVERRIDE                     | Rechts-nach-links-Zwang                                                                         |
| U+202F (8239) | [[ ]]           | Trenn- (Leer-) Zeichen                | allgemeines Trennzeichen           | NARROW NO-BREAK SPACE                      | schmales nicht umbrechendes Leerzeichen                                                         |
| U+2030 (8240) | ‰               | andere Interpunktion                  | europäisches Schlusszeichen        | PER MILLE SIGN                             | Promille- bzw. Pro-Tausend-Zeichen                                                              |
| U+2031 (8241) | ‱               | andere Interpunktion                  | europäisches Schlusszeichen        | PER TEN THOUSAND SIGN                      | Permyriad- bzw. Pro-Zehntausend-Zeichen, siehe auch Basispunkt                                  |
| U+2032 (8242) | ′               | andere Interpunktion                  | europäisches Schlusszeichen        | PRIME                                      | Minutenzeichen                                                                                  |
| U+2033 (8243) | ″               | andere Interpunktion                  | europäisches Schlusszeichen        | DOUBLE PRIME                               | Sekundenzeichen                                                                                 |
| U+2034 (8244) | ‴               | andere Interpunktion                  | europäisches Schlusszeichen        | TRIPLE PRIME                               | Linienzeichen                                                                                   |
| U+2035 (8245) | ‵               | andere Interpunktion                  | anderes neutrales Zeichen          | REVERSED PRIME                             | gespiegeltes Minutenzeichen                                                                     |
| U+2036 (8246) | ‶               | andere Interpunktion                  | anderes neutrales Zeichen          | REVERSED DOUBLE PRIME                      | gespiegeltes Sekundenzeichen                                                                    |
| U+2037 (8247) | ‷               | andere Interpunktion                  | anderes neutrales Zeichen          | REVERSED TRIPLE PRIME                      | gespiegeltes Linienzeichen                                                                      |
| U+2038 (8248) | ‸               | andere Interpunktion                  | anderes neutrales Zeichen          | CARET                                      | Einschaltungszeichen                                                                            |
| U+2039 (8249) | ‹               | Startinterpunktion                    | anderes neutrales Zeichen          | SINGLE LEFT-POINTING ANGLE QUOTATION MARK  | einfaches nach links zeigendes spitzes Anführungszeichen                                        |
| U+203A (8250) | ›               | Endinterpunktion                      | anderes neutrales Zeichen          | SINGLE RIGHT-POINTING ANGLE QUOTATION MARK | einfaches nach rechts zeigendes spitzes Anführungszeichen                                       |
| U+203B (8251) | ※               | andere Interpunktion                  | anderes neutrales Zeichen          | REFERENCE MARK                             | Vierpunktkreuz (komejirushi, Reismarke, (japanische) Verweismarke)                              |
| U+203C (8252) | ‼               | andere Interpunktion                  | anderes neutrales Zeichen          | DOUBLE EXCLAMATION MARK                    | doppeltes Ausrufezeichen                                                                        |
| U+203D (8253) | ‽               | andere Interpunktion                  | anderes neutrales Zeichen          | INTERROBANG                                | Interrobang                                                                                     |
| U+203E (8254) | ‾               | andere Interpunktion                  | anderes neutrales Zeichen          | OVERLINE                                   | Überstrich                                                                                      |
| U+203F (8255) | ‿               | verbindende Interpunktion             | anderes neutrales Zeichen          | UNDERTIE                                   | Bindebogen unten                                                                                |
| U+2040 (8256) | ⁀               | verbindende Interpunktion             | anderes neutrales Zeichen          | CHARACTER TIE                              | Bindebogen oben                                                                                 |
| U+2041 (8257) | ⁁               | andere Interpunktion                  | anderes neutrales Zeichen          | CARET INSERTION POINT                      | Einfügungszeichen                                                                               |
| U+2042 (8258) | ⁂               | andere Interpunktion                  | anderes neutrales Zeichen          | ASTERISM                                   | Dreifachsternchen, Sterngruppe                                                                  |
| U+2043 (8259) | ⁃               | andere Interpunktion                  | anderes neutrales Zeichen          | HYPHEN BULLET                              | Bindestrich-Aufzählungszeichen                                                                  |
| U+2044 (8260) | ⁄               | mathematisches Symbol                 | allgemeines Trennzeichen           | FRACTION SLASH                             | Bruchstrich                                                                                     |
| U+2045 (8261) | ⁅               | öffnende Punktierung (eines Paars)    | anderes neutrales Zeichen          | LEFT SQUARE BRACKET WITH QUILL             | linke eckige Klammer mit Stachel                                                                |
| U+2046 (8262) | ⁆               | schließende Punktierung (eines Paars) | anderes neutrales Zeichen          | RIGHT SQUARE BRACKET WITH QUILL            | rechte eckige Klammer mit Stachel                                                               |
| U+2047 (8263) | ⁇               | andere Interpunktion                  | anderes neutrales Zeichen          | DOUBLE QUESTION MARK                       | Doppeltes Fragezeichen                                                                          |
| U+2048 (8264) | ⁈               | andere Interpunktion                  | anderes neutrales Zeichen          | QUESTION EXCLAMATION MARK                  | Frage- und Ausrufezeichen                                                                       |
| U+2049 (8265) | ⁉               | andere Interpunktion                  | anderes neutrales Zeichen          | EXCLAMATION QUESTION MARK                  | Ausrufe- und Fragezeichen                                                                       |
| U+204A (8266) | ⁊               | andere Interpunktion                  | anderes neutrales Zeichen          | TIRONIAN SIGN ET                           | tironisches Et                                                                                  |
| U+204B (8267) | ⁋               | andere Interpunktion                  | anderes neutrales Zeichen          | REVERSED PILCROW SIGN                      | gespiegeltes Absatzzeichen                                                                      |
| U+204C (8268) | ⁌               | andere Interpunktion                  | anderes neutrales Zeichen          | BLACK LEFTWARDS BULLET                     | schwarzes nach links zeigendes Aufzählungszeichen                                               |
| U+204D (8269) | ⁍               | andere Interpunktion                  | anderes neutrales Zeichen          | BLACK RIGHTWARDS BULLET                    | schwarzes nach rechts zeigendes Aufzählungszeichen                                              |
| U+204E (8270) | ⁎               | andere Interpunktion                  | anderes neutrales Zeichen          | LOW ASTERISK                               | tiefes Sternchen                                                                                |
| U+204F (8271) | ⁏               | andere Interpunktion                  | anderes neutrales Zeichen          | REVERSED SEMICOLON                         | gespiegeltes Semikolon                                                                          |
| U+2050 (8272) | ⁐               | andere Interpunktion                  | anderes neutrales Zeichen          | CLOSE UP                                   | Nahschnitt (Korrekturzeichen)                                                                   |
| U+2051 (8273) | ⁑               | andere Interpunktion                  | anderes neutrales Zeichen          | TWO ASTERISKS ALIGNED VERTICALLY           | zwei Sternchen senkrecht übereinander                                                           |
| U+2052 (8274) | ⁒               | mathematisches Symbol                 | anderes neutrales Zeichen          | COMMERCIAL MINUS SIGN                      | kaufmännisches Minuszeichen                                                                     |
| U+2053 (8275) | ⁓               | andere Interpunktion                  | anderes neutrales Zeichen          | SWUNG DASH                                 | geschwungener Bindestrich                                                                       |
| U+2054 (8276) | ⁔               | verbindende Interpunktion             | anderes neutrales Zeichen          | INVERTED UNDERTIE                          | gedrehter Bindebogen unten                                                                      |
| U+2055 (8277) | ⁕               | andere Interpunktion                  | anderes neutrales Zeichen          | FLOWER PUNCTUATION MARK                    | Satzzeichen Blume                                                                               |
| U+2056 (8278) | ⁖               | andere Interpunktion                  | anderes neutrales Zeichen          | THREE DOT PUNCTUATION                      | Satzzeichen Dreifachpunkt                                                                       |
| U+2057 (8279) | ⁗               | andere Interpunktion                  | anderes neutrales Zeichen          | QUADRUPLE PRIME                            | Punkt-Zeichen                                                                                   |
| U+2058 (8280) | ⁘               | andere Interpunktion                  | anderes neutrales Zeichen          | FOUR DOT PUNCTUATION                       | Satzzeichen Vierfachpunkt                                                                       |
| U+2059 (8281) | ⁙               | andere Interpunktion                  | anderes neutrales Zeichen          | FIVE DOT PUNCTUATION                       | Satzzeichen Fünffachpunkt                                                                       |
| U+205A (8282) | ⁚               | andere Interpunktion                  | anderes neutrales Zeichen          | TWO DOT PUNCTUATION                        | Satzzeichen Zweifachpunkt                                                                       |
| U+205B (8283) | ⁛               | andere Interpunktion                  | anderes neutrales Zeichen          | FOUR DOT MARK                              | Vierfachpunkt-Markierung                                                                        |
| U+205C (8284) | ⁜               | andere Interpunktion                  | anderes neutrales Zeichen          | DOTTED CROSS                               | punktiertes Kreuz                                                                               |
| U+205D (8285) | ⁝               | andere Interpunktion                  | anderes neutrales Zeichen          | TRICOLON                                   | drei Punkte übereinander                                                                        |
| U+205E (8286) | ⁞               | andere Interpunktion                  | anderes neutrales Zeichen          | VERTICAL FOUR DOTS                         | vier Punkte übereinander                                                                        |
| U+205F (8287) | [[ ]]           | Trenn- (Leer-) Zeichen                | Whitespace                         | MEDIUM MATHEMATICAL SPACE                  | mittleres mathematisches Leerzeichen                                                            |
| U+2060 (8288) | <format>        | Formatierzeichen                      | neutrale Begrenzung                | WORD JOINER                                | Wortverbinder                                                                                   |
| U+2061 (8289) | <format>        | Formatierzeichen                      | neutrale Begrenzung                | FUNCTION APPLICATION                       | Funktionsanwendung (Steuerzeichen zur Interpretation mathematischer Ausdrücke)                  |
| U+2062 (8290) | <format>        | Formatierzeichen                      | neutrale Begrenzung                | INVISIBLE TIMES                            | unsichtbares Multiplikationszeichen (Steuerzeichen zur Interpretation mathematischer Ausdrücke) |
| U+2063 (8291) | <format>        | Formatierzeichen                      | neutrale Begrenzung                | INVISIBLE SEPARATOR                        | unsichtbares Trennzeichen (Steuerzeichen zur Interpretation mathematischer Ausdrücke)           |
| U+2064 (8292) | <format>        | Formatierzeichen                      | neutrale Begrenzung                | INVISIBLE PLUS                             | unsichtbares Pluszeichen (Steuerzeichen zur Interpretation mathematischer Ausdrücke)            |
| U+2066 (8294) | <format>        | Formatierzeichen                      | Isolierung links nach rechts       | LEFT-TO-RIGHT ISOLATE                      | Links-nach-rechts-Isolierung                                                                    |
| U+2067 (8295) | <format>        | Formatierzeichen                      | Isolierung rechts nach links       | RIGHT-TO-LEFT ISOLATE                      | Rechts-nach-links-Isolierung                                                                    |
| U+2068 (8296) | <format>        | Formatierzeichen                      | Bidirektionale Isolierung          | FIRST STRONG ISOLATE                       | Bidirektionale Isolierung                                                                       |
| U+2069 (8297) | <format>        | Formatierzeichen                      | Ende Isolierung                    | POP DIRECTIONAL ISOLATE                    | Richtungsisolierung zurücksetzen                                                                |
| U+206A (8298) | <format>        | Formatierzeichen                      | neutrale Begrenzung                | INHIBIT SYMMETRIC SWAPPING                 | symmetrische Spiegelung verhindern (veraltetes Steuerzeichen)                                   |
| U+206B (8299) | <format>        | Formatierzeichen                      | neutrale Begrenzung                | ACTIVATE SYMMETRIC SWAPPING                | symmetrische Spiegelung aktivieren (veraltetes Steuerzeichen)                                   |
| U+206C (8300) | <format>        | Formatierzeichen                      | neutrale Begrenzung                | INHIBIT ARABIC FORM SHAPING                | arabische Formgebung verhindern (veraltetes Steuerzeichen)                                      |
| U+206D (8301) | <format>        | Formatierzeichen                      | neutrale Begrenzung                | ACTIVATE ARABIC FORM SHAPING               | arabische Formgebung aktivieren (veraltetes Steuerzeichen)                                      |
| U+206E (8302) | <format>        | Formatierzeichen                      | neutrale Begrenzung                | NATIONAL DIGIT SHAPES                      | nationale Zifferformen (veraltetes Steuerzeichen)                                               |
| U+206F (8303) | <format>        | Formatierzeichen                      | neutrale Begrenzung                | NOMINAL DIGIT SHAPES                       | nominale Zifferformen (veraltetes Steuerzeichen)                                                |